# London Volleyball International 2011
London Volleyball International 2011 – turniej towarzyski w piłce siatkowej mężczyzn, który odbył się w dniach 20-24 lipca 2011 roku w Londynie (Wielka Brytania), w ramach przygotowań do Letnich Igrzysk Olimpijskich 2012.
Turniej rozgrywany był systemem kołowym. Drużyny zagrały ze sobą po jednym spotkaniu.
Wszystkie mecze odbyły się w Earls Court Conference Centre.

## Drużyny uczestniczące
| Reprezentacja     | Ranking FIVB |
| ----------------- | ------------ |
| Brazylia          | 1. miejsce   |
| Egipt             | 14. miejsce  |
| Meksyk            | 21. miejsce  |
| Serbia            | 5. miejsce   |
| Stany Zjednoczone | 3. miejsce   |
| Wielka Brytania   | 94. miejsce  |

## Tabela
| Lp. | Drużyna           | Pkt | Mecze | Mecze   | Mecze   | Sety | Sety | Sety  | Małe punkty | Małe punkty | Małe punkty |
| Lp. | Drużyna           | Pkt | M     | W (3:2) | P (2:3) | wyg. | prz. | ratio | zdob.       | str.        | ratio       |
| --- | ----------------- | --- | ----- | ------- | ------- | ---- | ---- | ----- | ----------- | ----------- | ----------- |
| 1   | Serbia            | 12  | 5     | 4 (0)   | 1 (0)   | 12   | 4    | 3.000 | 389         | 327         | 1.190       |
| 2   | Brazylia          | 11  | 5     | 4 (1)   | 1 (0)   | 12   | 5    | 2.400 | 398         | 339         | 1.174       |
| 3   | Stany Zjednoczone | 10  | 5     | 3 (0)   | 2 (1)   | 12   | 6    | 2.000 | 414         | 380         | 1.089       |
| 4   | Egipt             | 6   | 5     | 2 (0)   | 3 (0)   | 7    | 9    | 0.778 | 370         | 380         | 0.974       |
| 5   | Wielka Brytania   | 6   | 5     | 2 (0)   | 3 (0)   | 6    | 11   | 0.545 | 360         | 400         | 0.900       |
| 6   | Meksyk            | 0   | 5     | 0 (0)   | 5 (0)   | 1    | 15   | 0.067 | 292         | 397         | 0.736       |

Źródło: FIVB
Punktacja: 3:0 i 3:1 – 3 pkt; 3:2 – 2 pkt; 2:3 – 1 pkt; 1:3 i 0:3 – 0 pkt
Zasady ustalania kolejności: 1. liczba punktów; 2. liczba zwycięstw; 3. stosunek setów; 4. stosunek małych punktów

## Terminarz i wyniki spotkań
- Wszystkie godziny według strefy czasowej UTC+01:00.

### Dzień 1
| Data       | Godz. | Drużyna 1         | Wynik | Drużyna 2       | 1     | 2     | 3     | 4     | 5 | Razem | Czas | Widzów | *     |
| ---------- | ----- | ----------------- | ----- | --------------- | ----- | ----- | ----- | ----- | - | ----- | ---- | ------ | ----- |
| 20.07.2011 | 15:00 | Egipt             | 0:3   | Brazylia        | 22:25 | 23:25 | 16:25 |       |   | 61:75 | 1:20 | 150    | wynik |
| 20.07.2011 | 17:00 | Meksyk            | 1:3   | Wielka Brytania | 15:25 | 20:25 | 25:21 | 23:25 |   | 83:96 | 1:58 | 350    | wynik |
| 20.07.2011 | 19:00 | Stany Zjednoczone | 1:3   | Serbia          | 25:16 | 17:25 | 16:25 | 24:26 |   | 82:92 | 1:48 | 300    | wynik |

### Dzień 2
| Data       | Godz. | Drużyna 1         | Wynik | Drużyna 2 | 1     | 2     | 3     | 4 | 5 | Razem | Czas | Widzów | *     |
| ---------- | ----- | ----------------- | ----- | --------- | ----- | ----- | ----- | - | - | ----- | ---- | ------ | ----- |
| 21.07.2011 | 15:00 | Stany Zjednoczone | 3:0   | Egipt     | 25:23 | 25:17 | 25:21 |   |   | 75:61 | 1:22 | 150    | wynik |
| 21.07.2011 | 17:00 | Meksyk            | 0:3   | Brazylia  | 15:25 | 16:25 | 14:25 |   |   | 45:75 | 1:11 | 200    | wynik |
| 21.07.2011 | 19:00 | Wielka Brytania   | 0:3   | Serbia    | 18:25 | 14:25 | 25:27 |   |   | 57:77 | 1:17 | 450    | wynik |

### Dzień 3
| Data       | Godz. | Drużyna 1         | Wynik | Drużyna 2 | 1     | 2     | 3     | 4 | 5 | Razem | Czas | Widzów | *     |
| ---------- | ----- | ----------------- | ----- | --------- | ----- | ----- | ----- | - | - | ----- | ---- | ------ | ----- |
| 22.07.2011 | 15:00 | Egipt             | 3:0   | Serbia    | 34:32 | 25:16 | 25:22 |   |   | 84:70 | 1:26 | 150    | wynik |
| 22.07.2011 | 17:00 | Wielka Brytania   | 0:3   | Brazylia  | 19:25 | 22:25 | 12:25 |   |   | 53:75 | 1:17 | 400    | wynik |
| 22.07.2011 | 19:00 | Stany Zjednoczone | 3:0   | Meksyk    | 25:19 | 25:17 | 25:18 |   |   | 75:54 | 1:20 | 350    | wynik |

### Dzień 4
| Data       | Godz. | Drużyna 1         | Wynik | Drużyna 2       | 1     | 2     | 3     | 4 | 5 | Razem | Czas | Widzów | *     |
| ---------- | ----- | ----------------- | ----- | --------------- | ----- | ----- | ----- | - | - | ----- | ---- | ------ | ----- |
| 23.07.2011 | 15:00 | Brazylia          | 0:3   | Serbia          | 22:25 | 18:25 | 18:25 |   |   | 58:75 | 1:18 | 250    | wynik |
| 23.07.2011 | 17:00 | Egipt             | 3:0   | Meksyk          | 25:23 | 26:24 | 25:17 |   |   | 76:64 | 1:19 | 350    | wynik |
| 23.07.2011 | 19:00 | Stany Zjednoczone | 3:0   | Wielka Brytania | 25:23 | 25:10 | 27:25 |   |   | 77:58 | 1:27 | 500    | wynik |

### Dzień 5
| Data       | Godz. | Drużyna 1         | Wynik | Drużyna 2       | 1     | 2     | 3     | 4     | 5     | Razem   | Czas | Widzów | *     |
| ---------- | ----- | ----------------- | ----- | --------------- | ----- | ----- | ----- | ----- | ----- | ------- | ---- | ------ | ----- |
| 24.07.2011 | 11:00 | Meksyk            | 0:3   | Serbia          | 21:25 | 11:25 | 14:25 |       |       | 46:75   | 1:08 | 150    | wynik |
| 24.07.2011 | 13:00 | Egipt             | 1:3   | Wielka Brytania | 18:25 | 25:21 | 22:25 | 23:25 |       | 88:96   | 1:52 | 400    | wynik |
| 24.07.2011 | 15:00 | Stany Zjednoczone | 2:3   | Brazylia        | 21:25 | 25:22 | 27:25 | 16:25 | 16:18 | 105:115 | 2:10 | 450    | wynik |

## Klasyfikacja końcowa
| Lp. | Drużyna           |
| --- | ----------------- |
| 1   | Serbia            |
| 2   | Brazylia          |
| 3   | Stany Zjednoczone |
| 4   | Egipt             |
| 5   | Wielka Brytania   |
| 6   | Meksyk            |

## Składy drużyn
Sekcja grupuje składy wszystkich reprezentacji narodowych w piłce siatkowej, które wystąpiły w London Volleyball International 2011.
- Przynależność klubowa i wiek na dzień 20 lipca 2011.
- Zawodnicy oznaczeni literą K to kapitanowie reprezentacji.
- Legenda:
Nr – numer zawodnika
A – atakujący
L – libero
P – przyjmujący
R – rozgrywający
Ś – środkowy

### Brazylia
Trener: Roberley Luis Leonaldo
Asystent: Maurício Paes
| Nr | Imię i nazwisko                      | Data urodzenia (wiek) | Wzrost (cm) | Klub                | Pozycja |
| -- | ------------------------------------ | --------------------- | ----------- | ------------------- | ------- |
| 3  | Felipe Luiz Fonteles                 | 19.06.1984 (27)       | 196         | RJX Rio de Janeiro  | P       |
| 5  | Murilo Radke                         | 31.01.1989 (22)       | 194         | Cimed Esporte Clube | R       |
| 6  | Tulio Galvão Muller Nogueira         | 24.05.1986 (25)       | 198         | BMG São Bernardo    | P       |
| 7  | Thiago Soares Alves                  | 26.07.1986 (24)       | 194         | Panasonic Panthers  | P       |
| 8  | Gustavo Guazzelli Bonatto (Gustavão) | 02.01.1986 (25)       | 214         | Vôlei Medley        | Ś       |
| 10 | Tiago Brendle                        | 21.10.1985 (25)       | 188         | Vôlei Futuro        | L       |
| 13 | Isac Viana Santos                    | 13.12.1990 (20)       | 205         | BMG São Bernardo    | Ś       |
| 14 | Renan Zanatta Buiatti                | 10.01.1990 (21)       | 212         | BMG São Bernardo    | A       |
| 15 | Carlos Fidele Arozio Faccin          | 14.01.1987 (24)       | 206         | Vôlei Medley        | R       |
| 16 | Éder Francis Carbonera (K)           | 19.10.1983 (27)       | 204         | Cimed Esporte Clube | Ś       |
| 17 | Rogério Nogueira                     | 30.06.1988 (23)       | 201         | BMG São Bernardo    | P       |
| 18 | Wallace de Souza                     | 26.06.1987 (24)       | 204         | Sada Cruzeiro       | A       |

### Egipt
Trener: Sherif El Shemerly
Asystent: Mahmoud Hassouna
| Nr | Imię i nazwisko         | Data urodzenia (wiek) | Wzrost (cm) | Klub                  | Pozycja |
| -- | ----------------------- | --------------------- | ----------- | --------------------- | ------- |
| 1  | Saleh Youssef           | 25.07.1982 (28)       | 194         | Zamalek Sporting Club | P       |
| 2  | Abdalla Ahmed           | 10.10.1983 (27)       | 198         | MEF Okulları          | R       |
| 4  | Ahmed Abdel Naeim       | 19.08.1984 (26)       | 197         | Al-Ahly Kair          | A       |
| 5  | Abdel Latif Ahmed       | 13.08.1983 (27)       | 202         | Al-Ahly Kair          | Ś       |
| 6  | Wael Al Aydy            | 08.12.1971 (39)       | 178         | Zamalek Sporting Club | L       |
| 7  | Ashraf Abouelhassan (K) | 17.05.1975 (36)       | 184         | Zamalek Sporting Club | R       |
| 9  | Rashad Atia             | 02.09.1986 (24)       | 199         | El-Gaish              | Ś       |
| 10 | Reda Haikal             | 07.11.1990 (20)       | 197         | Zamalek Sporting Club | A       |
| 11 | Ahmed Afifi             | 30.03.1988 (23)       | 194         | Zamalek Sporting Club | P       |
| 13 | Mohamed Badawy          | 11.01.1986 (25)       | 197         | Zamalek Sporting Club | P       |
| 15 | Ahmed Abdel Fattah      | 14.06.1986 (25)       | 198         | Police Union          | Ś       |
| 17 | Mahmoud Abd El Kader    | 12.05.1985 (26)       | 195         | Al-Ahly Kair          | P       |

### Meksyk
Trener: Jorge Azair
Asystent: Sergio Hernández Herrera
| Nr | Imię i nazwisko    | Data urodzenia (wiek) | Wzrost (cm) | Klub             | Pozycja |
| -- | ------------------ | --------------------- | ----------- | ---------------- | ------- |
| 1  | Ricardo Yépez      | 06.07.1989 (22)       | 195         | Nuevo-Léon       | P       |
| 2  | Edgar Herrera      | 22.01.1988 (23)       | 194         | Chihuahua        | P       |
| 4  | Eduardo Morales    | 05.03.1984 (27)       | 176         | UNAM             | L       |
| 6  | Samuel Córdova     | 13.03.1989 (22)       | 190         | Sonora           | Ś       |
| 7  | Iván Contreras (K) | 29.01.1974 (37)       | 198         | Tamaulipas       | A       |
| 10 | Pedro Rangel       | 16.09.1988 (22)       | 194         | CV Pòrtol        | R       |
| 11 | Ismael Guerrero    | 15.03.1988 (23)       | 204         | Sinaloa          | Ś       |
| 12 | Daniel Vargas      | 01.09.1986 (24)       | 199         | UNAM             | A       |
| 13 | Marco Macías       | 12.02.1985 (26)       | 193         | Distrito Federal | P       |
| 14 | Tomas Aguilera     | 15.11.1988 (22)       | 202         | Cajasol Juvasa   | Ś       |
| 16 | Jorge Barajas      | 07.05.1991 (20)       | 188         | Colima           | R       |
| 17 | Jorge Quiñones     | 13.11.1981 (29)       | 186         | Guanajuato       | P       |

### Serbia
Trener:  Igor Kolaković
Asystent: Željko Bulatović
| Nr | Imię i nazwisko    | Data urodzenia (wiek) | Wzrost (cm) | Klub                              | Pozycja |
| -- | ------------------ | --------------------- | ----------- | --------------------------------- | ------- |
| 1  | Nikola Kovačević   | 14.02.1983 (28)       | 193         | Latina Volley                     | P       |
| 3  | Miloš Vemić        | 08.03.1987 (24)       | 202         | VfB Friedrichshafen               | P       |
| 5  | Vlado Petković     | 06.01.1983 (28)       | 198         | ACH Volley Lublana                | R       |
| 6  | Miloš Terzić       | 13.06.1987 (23)       | 202         | Crvena zvezda Belgrad             | P       |
| 7  | Dragan Stanković   | 18.10.1985 (25)       | 205         | Associazione Sportiva Volley Lube | Ś       |
| 10 | Miloš Nikić        | 31.03.1986 (25)       | 194         | Umbria Volley                     | P       |
| 11 | Mihajlo Mitić      | 17.09.1990 (20)       | 201         | Crvena zvezda Belgrad             | R       |
| 12 | Milan Rašić        | 02.02.1985 (26)       | 205         | ACH Volley Lublana                | Ś       |
| 13 | Tomislav Đokić     | 27.02.1986 (25)       | 204         | Volley Bastia                     | A       |
| 14 | Ivan Miljković (K) | 13.09.1979 (31)       | 206         | Fenerbahçe                        | A       |
| 15 | Saša Starović      | 19.10.1988 (22)       | 207         | Latina Volley                     | A       |
| 17 | Borislav Petrović  | 06.01.1988 (23)       | 201         | Vojvodina Nowy Sad                | Ś       |
| 18 | Marko Podraščanin  | 29.08.1987 (23)       | 204         | Associazione Sportiva Volley Lube | Ś       |
| 19 | Nikola Rosić       | 05.08.1984 (26)       | 192         | VfB Friedrichshafen               | L       |

### Stany Zjednoczone
Trener: Alan Knipe
Asystent: Gary Sato
| Nr | Imię i nazwisko  | Data urodzenia (wiek) | Wzrost (cm) | Klub                      | Pozycja |
| -- | ---------------- | --------------------- | ----------- | ------------------------- | ------- |
| 1  | Matthew Anderson | 18.04.1987 (24)       | 204         | Callipo Sport             | P       |
| 3  | Evan Patak       | 23.06.1984 (26)       | 201         | Korean Air Jumbos         | A       |
| 4  | David Smith      | 15.05.1985 (26)       | 201         | CV Almería                | Ś       |
| 6  | Paul Lotman      | 03.11.1985 (25)       | 200         | Blu Volley Werona         | P       |
| 9  | Murphy Troy      | 31.05.1989 (22)       | 202         | USC                       | A       |
| 10 | Riley Salmon     | 02.07.1976 (35)       | 198         | Club Atlético Once Unidos | L       |
| 12 | Russell Holmes   | 01.07.1982 (28)       | 205         | Minas Tênis Clube         | Ś       |
| 13 | Brian Thornton   | 22.04.1985 (26)       | 190         | Chaumont Volley-Ball 52   | R       |
| 14 | Kevin Hansen (K) | 19.03.1982 (29)       | 196         | Fakieł Nowy Urengoj       | R       |
| 17 | Maxwell Holt     | 12.03.1987 (24)       | 205         | Pallavolo Piacenza        | Ś       |
| 18 | Jayson Jablonsky | 23.07.1985 (25)       | 198         | Olympiakos SFP            | P       |
| 19 | Robert Tarr      | 09.01.1984 (27)       | 194         | Al-Ahly Doha              | P       |

### Wielka Brytania
Trener: Harry Brokking
Asystent: Joel Banks
| Nr | Imię i nazwisko      | Data urodzenia (wiek) | Wzrost (cm) | Klub                         | Pozycja |
| -- | -------------------- | --------------------- | ----------- | ---------------------------- | ------- |
| 2  | Benjamin Pipes (K)   | 21.10.1986 (24)       | 204         | Langhenkel Volley Doetinchem | R       |
| 3  | Oluwadamilola Bakare | 22.09.1988 (22)       | 196         | VC Puurs                     | A       |
| 4  | Daniel Hunter        | 23.01.1990 (21)       | 182         | Landstede Volleybal          | L       |
| 7  | Mark McGivern        | 24.02.1983 (28)       | 195         | Avignon Volley-Ball          | Ś       |
| 8  | Marc Richardson      | 21.05.1990 (21)       | 190         | Falkenbergs VBK              | P       |
| 9  | Andrew Pink          | 25.01.1983 (28)       | 192         | Ślepsk Suwałki               | P       |
| 10 | Nathan French        | 20.04.1990 (21)       | 193         | Club Voleibol Tenerife       | P       |
| 11 | Joel Miller          | 15.12.1988 (22)       | 191         | Langhenkel Volley Doetinchem | P       |
| 12 | Chris Lamont         | 07.12.1982 (28)       | 199         | VC Menen                     | Ś       |
| 14 | Yassir Sliti         | 21.05.1982 (29)       | 190         | VC Menen                     | A       |
| 17 | Kieran O'Malley      | 12.05.1988 (23)       | 188         | brak                         | R       |
| 18 | Andrew Benson        | 14.07.1984 (26)       | 199         | Sheffield                    | Ś       |